# Handlungstheorie (Soziologie)
Die Handlungstheorie ist eine mikrosoziologische Theorie, mit deren Hilfe sich unterschiedliche Handlungen untersuchen und erklären lassen sollen. „Handlungen“ in diesem Sinne sind motiviert, im Gegensatz zum rein reaktiven „Verhalten“.

## Näheres
Das soziale Handeln (Tun oder auch Unterlassen) wird soziologisch als Äußerung vergesellschafteter Menschen betrachtet, das heißt durch die Elemente der sozialen Ordnung (wie Institutionen, Traditionen, Organisationen) determiniert, mit denen und in denen der Mensch zu leben hat und in denen und durch die der Mensch zum Menschen im Sinne eines sozialen Wesens geworden ist.
Mit dem Begriff der „Handlungstheorie“ werden dabei (oft zusammenfassend) unterschiedliche soziologische, psychologische, wissenschaftstheoretisch begründete und didaktische Ansätze bezeichnet:
- Ethnomethodologie
- Phänomenologische Soziologie
- Symbolischer Interaktionismus
- Praxeologie
- Verstehende Soziologie
- Z. T. Strukturfunktionalismus
- Theorie der rationalen Entscheidung

Häufig wird die Systemtheorie als Gegensatz zur Handlungstheorie genannt.

### Entwicklung
- materialistisch (z. B. Ferdinand Tönnies)
- kollektivistisch (z. B. Émile Durkheim)
- Individualistisch (z. B. zweckrationales Handeln bei Max Weber)
- Strukturfunktionalismus: Sehr weit gefasste Handlungstheorien wurden von Soziologen wie Talcott Parsons aus der arbeitspsychologischen Forschung heraus entwickelt und in Richtung Systemtheorie weiter verallgemeinert.
- Phänomenologische Soziologie (Alfred Schütz)
- Verhaltenstheorie
- Methodologischer Individualismus
- Systemtheorie (Luhmann)